# Ophioderma variegata
Ophioderma variegata is een slangster uit de familie Ophiodermatidae.
De wetenschappelijke naam van de soort werd in 1856 gepubliceerd door Christian Frederik Lütken.